# Euphorbia tumistyla
Euphorbia tumistyla är en törelväxtart som först beskrevs av Derek George Burch, och fick sitt nu gällande namn av Radcl.-sm.. Euphorbia tumistyla ingår i släktet törlar, och familjen törelväxter. Inga underarter finns listade i Catalogue of Life.